# Sup'Internet
Sup'Internet, fondată în 2011, este o universitate tehnică  din Paris (Franța).

## Secții
- Bachelor

Domeniu: Internet
- Summer school